# Христо Лозев
Христо Лозев е български художник, живописец, график и скулптор.

## Биография
Роден е на 5 ноември 1883 година в Лозенград. Завършва рисувалното училище в 1908 г. в гр. София.
През периода 1912 – 1914 г. следва живопис при проф. Иван Мърквичка и скулптура при проф. Жеко Спиридонов. Изписва фреските в трапезарията на Хилендарския манастир. Копия от тях се съхраняват в Художествената академия. В периода 1920 – 1925 година учителства в Цариград и София.
През 1924 година оформя банкнотата с лика на Христо Ботев. Тя е с номинал 5000 лв. и е първата българска банкнота с портрет на историческа личност.
Първата пощенска марка с лика на Васил Левски, издадена през 1929 г., също е проект на Христо Лозев.
В периода 1929 – 1931 г. работи в монетния двор в Истанбул. През 1941 г. създава „Паметник на загиналите през войните в с. Радуил“. 1968 година е награден с орден „Кирил и Методий“ I степен.
Почива през 1970 г. Погребан е в София.